# توني ما
توني ما (بالإنجليزية: Tony Ma)‏ هو لاعب بوكر أمريكي، ولد في 1957 في فيتنام.